# Die Liebe kommt selten allein
Die Liebe kommt selten allein ist eine deutsche Fernseh-Komödie aus dem Jahr 2006 von Jan Růžička. Die Hauptrollen in dieser Geschichte über eine Frau, die ihre Lebenseinstellung gründlich überdenkt, sind mit Thekla Carola Wied, Florian Martens, Peter Sattmann und Tobias Retzlaff besetzt.

## Handlung
Sabine Köster schwört ihren Mann und ihre beiden Töchter darauf ein, dass sie es doch wohl einmal im Jahr verkraften würden, dass ihre Schwester, die verwitwete Eva Beckstedt, zu Besuch bei ihnen sei. Ihr Versuch, Positives über Eva hervorzuheben, scheitert allerdings kläglich. Kaum ist Eva da, teilt sie auch schon ziemlich bösartige Spitzen in alle Richtungen aus. Familie Köster atmet auf, als der Geburtstagsbesuch für dieses Jahr wieder einmal abgehakt werden kann.
Bei ihrer Rückkehr wird Eva im Treppenhaus von Frau Metz angesprochen, die sie bittet, ihrem 16-jährigen Sohn Dennis einen Job in ihrer Werkstatt zu geben, was Eva jedoch rigoros ablehnt. Beim Kegeln mit Freunden kann Eva auch da nicht mit beleidigenden Äußerungen an sich halten und besteht am Ende stets darauf, dass man doch wohl noch seine Meinung sagen dürfe. Als sie an diesem Abend zurückkommt, erwartet sie eine böse Überraschung, denn in ihrem Geschäft für Bilderrahmen ist eingebrochen worden, ebenso wie im Laden von Frau Metz, wobei diese erheblich verletzt wurde. Durch dieses Ereignis, bei dem Evas Geschäft total verwüstet wurde, lernt sie zwei Männer kennen, die unterschiedlicher nicht sein könnten: den zuvorkommenden Kriminalkommissar Ferdinand Rixen, dem Eva zu gefallen scheint, und den bodenständigen, in seiner Art ungewöhnlichen Malermeister Harry Stockert. Er ist von der Hausverwaltung geschickt worden, um Evas Geschäft zu renovieren. Obwohl Eva sich anfangs über ihn mokiert, schafft er es, Zugang zu der rational eingestellten Kunstkennerin zu finden, zumal er ihr aus einer brenzligen Situation heraushilft.
Als Eva eine Einladung von Ferdinand Rixen erhält, fällt es ihr schwer, sich selbst gegenüber zuzugeben, dass sie sich freut. Als sie beim Essen äußert, um sie brauche sich niemand Sorgen zu machen, antwortet Rixen, vielleicht aber wolle das ja jemand, und erläutert ihr auf Nachfrage, dass er glaube, hinter ihrer rauen Schale stecke ein liebenswerter Kern.
Der Abend bietet eine weitere Überraschung. Dennis hat sich aus dem Jugendheim abgesetzt, in das er gesteckt wurde, bis seine Mutter sich wieder um ihn kümmern kann. Er bittet Eva um Unterstützung, was sie jedoch ablehnt, woraufhin er ihr in drastischen Wort erklärt, was er von ihr hält. Nachdenklich geworden, auch durch ein Gespräch mit Harry Stockert, der ihr erzählt, dass er auch einmal in einem Jugendheim war, ändert Eva ihre Meinung und erklärt sich bereit, die Aufsicht für Dennis zu übernehmen, solange seine Mutter im Krankenhaus liegt. Das geht nicht ohne Rückschläge ab, führt aber nicht nur bei Eva, sondern auch bei Dennis dazu, dass beide sich annähern und sukzessive verändern. Als Frau Metz aus dem Krankenhaus entlassen wird, wird Eva bewusst, wie viel ihr die Verantwortung und das Zusammensein mit Dennis bedeutet hat. Der Junge macht ihr aber klar, dass ihr Kontakt nicht abreißen wird.
Wieder hat Sabine Geburtstag und diesmal erscheint eine völlig andere Eva. Sie ist in Begleitung von Harry Stockert und Ferdinand Rixen sowie Dennis und schon die Begrüßung läuft völlig anders ab als in den Jahren zuvor. Und auch die Feier ist fröhlich und ausgelassen. Eva ist eine andere geworden, sie findet das Leben „herrlich, einfach herrlich“.

## Produktionsnotizen und Veröffentlichung
Produziert wurde der Film von CineCentrum. Gedreht wurde vom 21. September bis zum 25. Oktober 2004 in Berlin im Auftrag der Degeto.
Die Erstausstrahlung des Films erfolgte am 31. August 2006 im Programm der ARD Das Erste.

## Kritik
Das Lexikon des internationalen Films befand „Konventioneller, humorvoller (Fernseh-)Familienfilm,“ konzedierte aber, „sympathisch durch die solide gespielte Charakterstudie einer einsamen Frau, die neuen Zugang zum Leben findet.“

„Altes Herz wird wieder jung … Ganz hübsch.“